# Schatten einer Katze
Schatten einer Katze (Originaltitel: The Shadow of the Cat) ist ein britischer Kriminalfilm aus dem Jahre 1961. Unter der Regie von John Gilling spielen André Morell, Barbara Shelley und die Hauskatze Tabitha die Hauptrollen.

## Handlung
Als sich Ella Venable, die nicht mehr allzu gut sieht, in tiefdunkler Nacht allein in ihrem Herrenhaus befindet, dringen im Dunkel mehrere Personen ein, von denen einer sie brutal erschlägt. Nur Ellas getigerte Hauskatze Tabitha ist Zeugin des Geschehens, und diese treue Freundin der alten Dame, die das Böse hinter der Tat begreift, wird diesen fürchterlichen Mord an ihrem Frauchen nicht ungesühnt lassen. Der Täter ist Andrew, der Butler, und er hat in Walter Venable, dem frisch gebackenen Witwer, und dem Hausmädchen Clara seine Komplizen. Alle drei tragen Ellas Leiche aus dem Haus und vergraben diese auf dem Grundstück. Bald werden die drei Übeltäter begreifen, dass es der treue Stubentiger auf sie abgesehen hat, und sie planen, den unbequemen Tatzeugen zu beseitigen. Doch Tabitha ist eine sehr schlaue Samtpfote und weiß sich gut zu verstecken.
Das Verschwinden von Ella Venable ruft wenige Tage später Scotland Yard-Inspektor Rowles und den Zeitungsreporter Michael Latimer auf den Plan. Sie statten der Venable-Villa einen Besuch ab, um Spuren zu sichern. Bald gerät der mörderische Gatte unter Verdacht, hat er doch recht eindeutig Ella Venable wegen ihres Vermögens geheiratet. Auch hat Walter seine Frau Ella dazu genötigt, ein Schriftstück zu unterzeichnen, demzufolge sie ihm alles vermacht. Doch entspricht dies nicht Ellas wirklichem letzten Willen, in dem Walter Venable leer ausgeht. Dieses tatsächliche Testament liegt mutmaßlich auf dem Dachboden versteckt. Sofort macht sich Walter dorthin auf, um dies für ihn gefährliche Schriftstück aufzuspüren und zu vernichten. Doch der Dachboden ist morsch, und die Bretter auf dem Boden tragen den schweren Mann nicht und lassen ihn auf einer Bodendiele durchbrechen. Walter beschließt daraufhin, unter dem Dach nicht weiter zu suchen. In der Zwischenzeit hat Butler Andrew Tabitha entdeckt und beginnt sie zu jagen. Dabei wird er von der Katze gekratzt, und Walter erleidet bei all dieser Aufregung einen Herzinfarkt.
Walter hat Ellas Lieblingsnichte Beth Venable eingeladen, ihn zu besuchen und im Anwesen zu übernachten. Auch sie, so glaubt er, könne ihm gefährlich werden, da Beth womöglich den von Walter Ella oktroyierten „letzten Willen“ in Frage stellen könnte. Er hofft, mit Beth einen Deal aushandeln zu können, der sie dazu bringt, in dieser Angelegenheit nicht weiter nachzuhaken. Als Beth im Haus ankommt, stößt sie auf den Journalisten Michael, die sich beide von früher her kennen. Dass sie nicht in Ellas Testament bedacht wurde, macht Beth nichts aus. Da ihn der Herzanfall ans Bett fesselt, holt Walter seinen verschlagenen und kriminellen Neffen Jacob Venable ins Haus, der statt seiner nach dem wahren Testament weitersuchen soll. Auch dessen Vater Edgar und Jacobs Ehefrau Louise treffen im Anwesen ein. Walter verspricht allen einen Anteil an Ellas Vermögen, sollten sie Ellas letzten Willen finden und die Katze beseitigen. Doch Tabitha ist schlau, sie ahnt, was auf sie zukommt.
Beth beginnt sich bald zu wundern, wieso die anderen Familienmitglieder der Katze so übel nachstellen, hat sie doch das Tier stets als sanftmütig und lieb in Erinnerung. Michael nimmt an, dass Tabithas Wesensveränderung damit zusammenhängt, dass die Katze von Ellas Verschwinden weiß … vielleicht sogar mehr, als er und die Polizei. Verzweifelt versucht nun der kriminelle Teil der Familie der Katze habhaft zu werden, und schließlich wird Tabitha eingefangen. Als der Butler mit dem Samtpfötchen ins Moor gehen will, um sie dort zu ertränken, kann die vierbeinige Mordzeugin in einem günstigen Moment entweichen. Andrew wird Opfer seiner eigenen bösen Tat und versinkt statt der Katze selbst im Moor. Andrews Verschwinden macht Walter und den anderen Venable-Ganoven Sorgen. Im Haus auftauchende, schlammige Katzenpfoten-Abdrücke lassen nichts Gutes ahnen: Tabitha ist zurück und lehrt nun Walter und seinen Spießgesellen das Fürchten. Hausmädchen Clara entdeckt den Stubentiger auf dem oberen Ende der Treppe. Tabitha springt die Mittäterin an, so dass Clara rücklings in die Tiefe fällt und sich dabei das Genick bricht.
In Walters Auftrag fährt derweil Jacob Venable auf dem Dachboden mit seiner Suche nach dem versteckten Testament fort. Der Neffe traut jedoch seinem Onkel Walter nicht über den Weg und glaubt, dass dieser später versuchen werde, ihn auszubooten. Daher öffnet er die Tür des maladen Walter, sodass Tabitha in dessen Krankenzimmer hineinschleichen könne. Jacobs Plan geht auf. Als Walter in einem wachen Moment Tabitha erblickt, erliegt er einem zweiten, nunmehr tödlichen Herzinfarkt. Jacobs Vater Edgar wird nun alles erben. In der Zwischenzeit hat die Polizei Butler Andrews Leiche aus dem Moor gefischt. Inspector Rowles ist sich sicher, dass Edgar, dessen Sohn Jacob und Louise eine Verschwörung geplant haben und wird in seiner Überzeugung von Beth und Michael unterstützt. Nur leider fehlt der Polizei jedweder Beweis, und so wirft Neubesitzer Edgar die drei kurzerhand aus dem Haus hinaus. In diesem Moment entdeckt Jacob Tabitha und verfolgt die Katze aufs Hausdach. Diese Aktion wird von den drei das Grundstück verlassenden Rowles, Beth und Michael beobachtet. Edgar nutzt diesen Moment allgemeiner Unachtsamkeit und begibt sich seinerseits auf den Dachboden, um weiter nach dem Testament zu suchen. Jacob stirbt, bei dem Versuch Tabitha endlich zu fangen und ihr den Hals umzudrehen, vom Dach und bricht sich das Genick. Nahezu zeitgleich entdeckt Edgar das lange gesuchte Schriftstück, das Ella einst in der Wand versteckt hatte, die sich hinter einem Gemälde von Tabitha befindet. Plötzlich taucht dort die Katze auf, und Edgars verzweifelter Versuch, Tabitha zu ermorden, führt dazu, dass er den gesamten Dachboden verwüstet, woraufhin ein tragender Balken herabstürzt und ihn erschlägt. Als niemand von den Schurken mehr übrig geblieben ist, ist es Tabitha, die Katze, die die Polizei sowie Michael und Beth zu derjenigen Stelle führt, wo man die Leiche ihres Frauchens verbuddelt hat. Das echte Testament besagt, dass Beth alles erben soll, doch sie sagt Michael, dass sie dieses Haus nie mehr wieder sehen wolle und bittet ihn, sie fortzubringen.
Nachdem das Haus verkauft wurde, bleibt Tabitha auf dem Vorhof allein zurück und sieht, wie die neuen Besitzer einziehen. Der Großvater beklagt sich gleich zu Beginn, dass er hier wohl aus purer Langeweile sterben würde. Das eine Generation jüngere Ehepaar versucht den Alten daraufhin zu überzeugen, seinen letzten Willen abzuändern …

## Produktionsnotizen
Schatten der Katze wurde am 1. Mai 1961 uraufgeführt. Die deutsche Erstaufführung fand am 19. Januar 1962 statt.
Die Filmbauten schufen Bernard Robinson.

## Kritiken
Halliwell’s Film Guide fand, der Film sei ein „annehmbarer Old Dark House-Schocker mit einem amüsanten Thema, das jedoch nicht allzu nachhaltig“ sei.

„Gut gespielter kleiner Gruselkrimi für Leichtgläubige.“

Der Movie & Video Guide sah in dem Film eine „ambitionierte Gruselgeschichte“.